# Зомбији (филм)
Зомбији (енгл. Zombies) амерички је филмски мјузикл из 2018. године. Режију потписује Пол Хун, по сценарију Дејвида Лајта и Џозефа Раса. Прати необичну љубав која се рађа између зомбија и фудбалера Зеда (Мајло Манхајм) и човека и чирлидерсице Адисон (Мег Донели), који морају научити своје групе да живе једни с другима.
Остварио је успех за Disney Channel по самој премијери у САД, коју је пратило преко два и по милиона гледалаца 16. фебруара 2018. године, док је 12. маја приказан у Србији. Добио је помешане рецензије критичара, који су похвалили позитивне поруке и музику, али критиковали предвидљивост радње. Франшизу коју је изнедрио састоји се од два наставка: Зомбији 2 (2020) и Зомбији 3 (2022).

## Радња
Две звезде своје заједнице, зомби Зед и човек Адисон — аутсајдери на свој јединствен начин, спријатеље се и заједно раде на томе да покажу својој средњој школи и заједници у Сибруку шта могу да постигну када прихвате своје разлике.

## Улоге
| Глумац            | Улога   |
| ----------------- | ------- |
| Мајло Манхајм     | Зед     |
| Мег Донели        | Адисон  |
| Тревор Торђман    | Баки    |
| Кајли Расел       | Елајза  |
| Карла Џефри       | Бри     |
| Кингстон Фостер   | Зои     |
| Џејмс Годфри      | Бонзо   |
| Наоми Сникус      | гђа. Ли |
| Џона Лангдон      | тренер  |
| Пол Хопкинс       | Дејл    |
| Мари Ворд         | Миси    |
| Тони Напо         | Зевон   |
| Емилија Макарти   | Лејси   |
| Мики Нгујен       | Трејси  |
| Џасмин Рене Томас | Стејси  |